# Karl Eberhard von Sievers

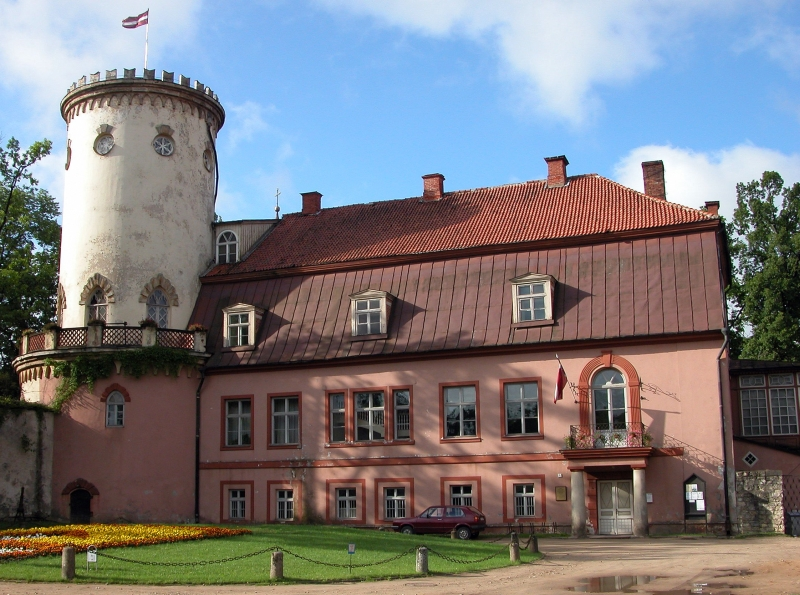
Vue du nouveau château de Wenden

Le comte Karl Eberhard von Sievers, né le 21 juin 1745 à Bauenhof, près de Wolmar et mort le 21 mai 1821 au château de Wenden, est un officier allemand de la Baltique de l'armée impériale russe qui fut conseiller à la cour impériale. Il fut élevé au titre de comte en 1798.

## Biographie
Karl Eberhard von Sievers est le frère de l'homme d'État Jacob Johann von Sievers, apprécié de la Grande Catherine et le neveu du comte Karl von Sievers grand maître de la cour impériale. Il étudie à l'université de Kiel et sert l'armée du Holstein. Il est ensuite lieutenant d'infanterie en 1768 dans l'armée autrichienne. Il revient ensuite en Russie, où il est nommé major en 1776. Il fait l'acquisition du château de Wenden en Livonie (aujourd'hui en Lettonie) en 1777. Il y fait construire le nouveau château et dessiner le nouveau parc à l'anglaise en 1812.
Karl Eberhard von Sievers épouse la baronne Magda von Mengden (17 juillet 1748 - 31 août 1837). Un de leurs enfants est le futur gouverneur de Prusse à Königsberg, le général Carl Gustav von Sievers (1772-1853).

## Source
- (de) Cet article est partiellement ou en totalité issu de l’article de Wikipédia en allemand intitulé « Karl von Sievers (Offizier) » (voir la liste des auteurs).